# Peniamina Percival
Peniamina Percival (* 8. November 1994 in Tiapapata, Apia) ist ein samoanischer Judoka. Er trat bei den Olympischen Sommerspielen 2020 in Tokio an.

## Erfolge
Percival stammt aus Tiapapata in Apia. Sein Vater war Samoaner und seine Mutter Amerikanerin. Er besuchte die Brandeis University in Waltham, Massachusetts, wo er Environmental Studies (Umweltstudien) und International Studies studierte. Bereits im Alter von 13 Jahren hatte er mit dem Judo begonnen. 2016 ging er für ein Auslandssemester nach Japan, wo er seinen ersten Schwarzen Gürtel erwarb. Er verkauft traditionelle Knochenschnitzereien, und ist auch als Musikproduzent und DJ für die Original Samoan Krump Kingz aktiv. Sein Bühnenname ist 685 Metal.
Er errang bei den Pazifikspielen 2019 in Apia eine Bronzemedaille und bei den Judo Asian Open in Hongkong kam er auf den 7. Platz.
2021 trat er bei den Olympischen Sommerspielen in Tokio an. Im Wettbewerb der Männer bis 81 kg kam er auf Rang 17.
Sein Trainer bei den Olympischen Spielen war sein Bruder Iosefa Percival. Er trainiert in einem lokalen Dōjō in Osaka und im Tenri University Judo Club.